# Nati nel 1352
| Questa pagina contiene informazioni ricavate automaticamente dalle voci biografiche con l'ausilio del template Bio e di un bot. L'aggiornamento è periodico e automatico e ricostruisce completamente la pagina. Se manca una persona in questa lista, sei pregato di non aggiungerla, ma accertati piuttosto che la sua voce biografica contenga il template Bio e che i dati anagrafici siano correttamente compilati. Se il template Bio manca, inseriscilo tu stesso o, in alternativa, metti l'avviso {{tmp\|Bio}} che ne segnala la mancanza. Se i dati riportati sono sbagliati, correggi direttamente la voce biografica; le modifiche saranno visibili in questa lista entro pochi giorni. Per chiarimenti vedi il progetto biografie. La lista contiene solo le 13 persone che sono citate nell'enciclopedia e per le quali è stato implementato correttamente il template Bio. Pagina aggiornata al 10 feb 2025. |

- 1º febbraio - Edmondo Mortimer, III conte di March, nobile britannico († 1381)
- 5 maggio - Roberto del Palatinato, sovrano tedesco († 1410)
- Ambrogio di Baldese, pittore italiano († 1429)
- Ceccolo Broglia, nobile e condottiero italiano († 1400)
- Edigu, condottiero mongolo († 1419)
- Elisabetta di Slavonia, romana († 1380)
- John Holland, I duca di Exeter, conte britannico († 1400)
- Biordo Michelotti, nobile e condottiero italiano († 1398)
- Ludovico Racaniello, mercenario e condottiero italiano († 1441)
- Raimondo di Turenna, nobile e militare francese († 1413)
- Siemowit IV di Masovia, nobile polacco
- Giovanni Sobieslaw di Moravia, patriarca cattolico ceco († 1394)
- Verde Visconti, nobile italiano († 1414)